# سيرغي بوغومولوف
سيرغي بوغومولوف (بالروسية: Богомолов, Сергей Анатольевич)‏ (17 أغسطس 1971 بموسكو في روسيا - ) هو لاعب كرة قدم روسي في مركز الهجوم. لعب مع دينامو موسكو وFC Krasnoznamensk ‏ وFC Monolit Moscow ‏ وFC Torpedo-ZIL Moscow ‏ ونادي خيمكي.